# Bataille de Canturino
La bataille de Canturino (22 avril 1363) fut un affrontement de deux compagnies de condottière, la Grande Compagnia de Konrad von Landau et la Compagnia Bianca d'Albert Sterz et John Hawkwood

## Déroulement de la bataille
Les détails exacts de la bataille sont inconnus. Elle s'est déroulée au pont de Canturino, près de Novare. 
La bataille a été influencée par deux événements : 
- Les Hongrois de la Grande Compagnia refusent de combattre leurs compatriotes de la Compagnia Bianca et ont abandonné le terrain de bataille laissant, leur compagnie dans une situation désavantageuse.
- Konrad von Landau a été frappé au visage par une pierre qui a cassé le nez de son casque, le pénalisant au combat. La perte de leur capitaine et d'une partie de leur armée a sapé le moral de Grande Compagnia dont les combattants se sont enfuis. Konrad von Landau a été capturé vivant, mais il avait été également blessé dans la mêlée et mourut peu de temps après[2].

## Conséquences
La bataille de Canturino a conduit à une trêve, mais n'a eu aucun autre résultat significatif autre que la mort de Konrad von Landau. Cependant, c'était la première action de terrain menée par la Compagnia Bianca et le début de leur ascension au pouvoir.
En juillet 1363, après une guerre d'enchères entre Pise et Florence, pour l'octroi de ses services, la compagnie a opté pour Pise, et fut défaite par les florentins à la Bataille de Cascina (1364).